# Frank Stronach

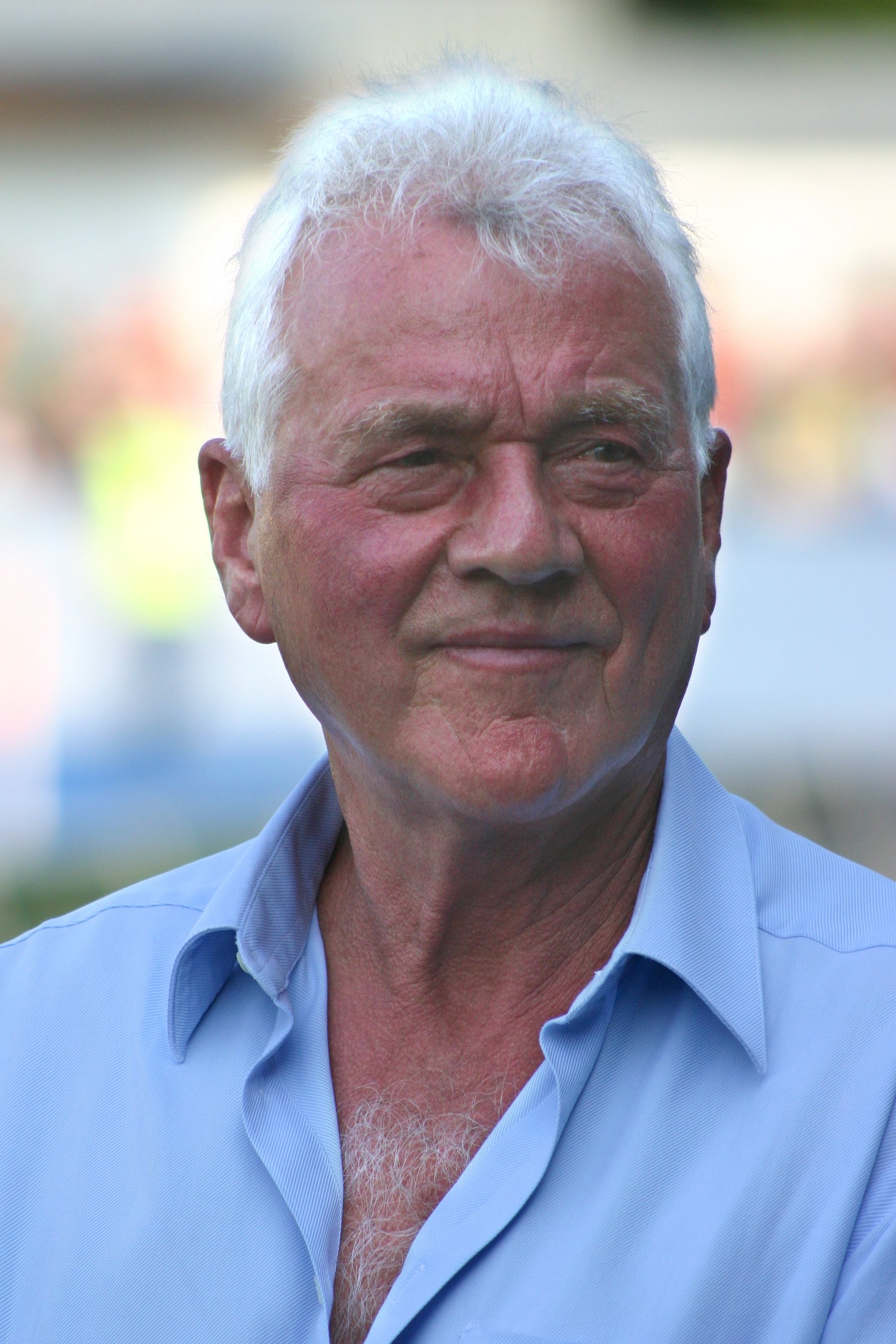
Frank Stronach

Frank Stronach,  geboren als Franz Strohsack (Kleinsemmering (Gutenberg an der Raabklamm), 6 september 1932), is een Oostenrijks-Canadese industrieel, politicus en miljardair. Hij is de oprichter van Magna International, dat sterk aanwezig is in de auto-industriesector in Europa en Noord-Amerika. De hoofdzetel van het bedrijf is Aurora nabij Toronto, het Europese hoofdkantoor staat in het Oostenrijkse Oberwaltersdorf. 

## American dream
Als zoon van een vakbondsactivist en een fabrieksarbeidster emigreerde Stronach in 1954 naar Canada. Daar richtte hij 1957 reeds zijn eerste gereedschapsbedrijf Multimatic Investments Limited op. In 1969 ging hij een fusie aan met Magna Electronics Corporation Limited en veranderde de naam in Magna International Inc. Ook in Europa kwamen er overnames van producenten in auto-onderdelen en met de grote automerken onder zijn klanten werd hij een wereldleider in die branche. Hij werd ook eigenaar van het assemblagebedrijf Steyr-Daimler-Puch, dat op contractbasis auto's bouwt zowel voor Chrysler, BMW als Mercedes.
In het 2007 maakte Magna, bij een wereldwijde omzet van $ 26 miljard, een nettowinst van $ 663 miljoen. Het personeelsbestand bedraagt 80 000 werknemers. 

## Opel
In september 2009 werd bekendgemaakt dat Magna de autobouwer Opel ging overnemen. Magna zou een meerderheid verwerven van 55%, General Motors 35% en het personeel 10%. Voor haar aandeel betaalde Magna - samen met zijn Russische partners Sberbank en autoproducent Gorkovski Avtomobilny Zavod - € 750 miljoen. Op 3 november 2009 maakte GM bekend dat het afzag van verkoop van Opel aan Magna.

## Sponsoring
Begin 2008 kocht Frank Stronach een Oostenrijkse voetbalploeg in de Erste Liga (2de klasse), SC Schwanenstadt, en veranderde de naam in FC Magna Wiener Neustadt, de ploeg werd kampioen in het seizoen 2008-2009. Voorheen was hij ook sponsor van Austria Wien en voorzitter van de Oostenrijkse Bundesliga. In Wenen hielp hij ook mee aan de financiering van het Wiener Musikverein, bekend omwille van zijn nieuwjaarsconcert.
Frank Stronach is ook actief in de paardensport als eigenaar en als organisator.

## Oostenrijkse Politiek
In 2012 richtte Frank Stronach in Oostenrijk een nieuwe politieke partij op, die in september 2012 officieel geregistreerd werd als Team Stronach. De partij neemt als Liste FRANK (lijst FRANK), deel aan de landsdagverkiezingen van de Oostenrijkse deelstaten ("Länder") en aan de landelijke verkiezingen in 2013. Voor de verkiezingen voor de landdag van Nederoostenrijk verklaarde hij o.a. meer openheid in de politiek van Nederoostenrijk na te streven. Lijst FRANK behaalde in de landdag van Nederoostenrijk vijf zetels en vier zetels in de landdag van Karinthië. Bij de verkiezingen voor de landdag van Tirol behaalde de partij de kiesdrempel niet. In Salzburg behaalde de partij drie zetels. 
Team Stronach deed op 29 september 2013 voor het eerst mee aan de Oostenrijkse nationale verkiezingen. Team Stronach is momenteel al met vijf zetels vertegenwoordigd in het Oostenrijkse parlement, doordat een aantal parlementariërs van BZÖ en SPÖ naar Team Stronach overgestapt zijn. Team Stronach behaalde volgens de voorlopige resultaten op 29 september 2013 elf zetels en werd de vijfde partij in het Oostenrijkse parlement. Frank Stronach vertelde op 29 september dat hij persoonlijk als parlementariër in het Oostenrijkse parlement zou plaatsnemen.